# Hamid Manssour
Hamid Manssour (* 29. April 1992) ist ein ehemaliger syrischer Leichtathlet, der sich auf den Diskuswurf spezialisiert hat.

## Sportliche Laufbahn
Erste internationale Erfahrungen sammelte Hamid Manssour im Jahr 2008, als er bei den Juniorenasienmeisterschaften in Jakarta mit einer Weite von 56,36 m mit dem 1,75-kg-Diskus die Silbermedaille gewann. Anschließend belegte er bei den Juniorenweltmeisterschaften in Bydgoszcz mit 54,14 m den zehnten Platz. Im Jahr darauf siegte er dann bei den Jugendweltmeisterschaften in Brixen mit dem 1,5-kg-Diskus und einem Wurf auf 64,20 m. 2010 gewann er bei den Arabischen Juniorenmeisterschaften in Kairo mit 57,14 m die Silbermedaille und siegte anschließend bei den Juniorenasienmeisterschaften in Hanoi mit 56,25 m, ehe er bei den Juniorenweltmeisterschaften im kanadischen Moncton ohne einen gültigen Versuch in der Qualifikation ausschied. 2011 belegte er bei den Asienmeisterschaften in Kōbe mit 52,05 m den siebten Platz und wurde bei den Arabischen Meisterschaften in al-Ain mit 53,93 m Vierter und musste seine Karriere daraufhin bereits im Alter von 19 Jahren beenden.